# Annibale Capalti
Annibale Capalti, italijanski rimskokatoliški duhovnik in kardinal, * 21. januar 1811, Rim, † 18. oktober 1877, Rim.

## Življenjepis
13. marca 1868 je bil povzdignjen v kardinala in imenovan za kardinal-diakona S. Maria in Aquiro.
3. januarja 1870 je bil imenovan za prefekta Kongregacije za študij.
Umrl je 18. oktobra 1877.